# Češi v Bosně a Hercegovině

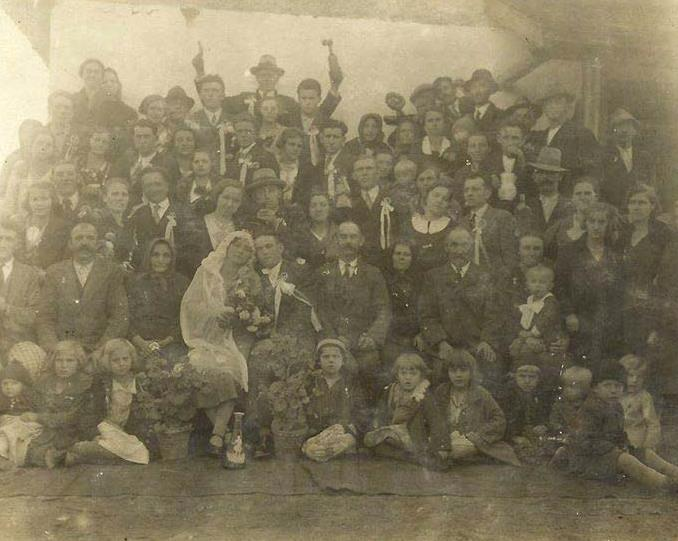
Svatební hostina v české obci Nova Ves nedaleko Srbace, 1934

Češi jsou v Bosně a Hercegovině nevelkou národnostní menšinou. Podle sčítání z roku 2013 v zemi žilo 239 osob, které se přihlásily k českému původu. Zejména v poslední čtvrtině 19. století však česká komunita výrazně ovlivnila bosenské společenské prostředí. 

## Historie

### 19. století

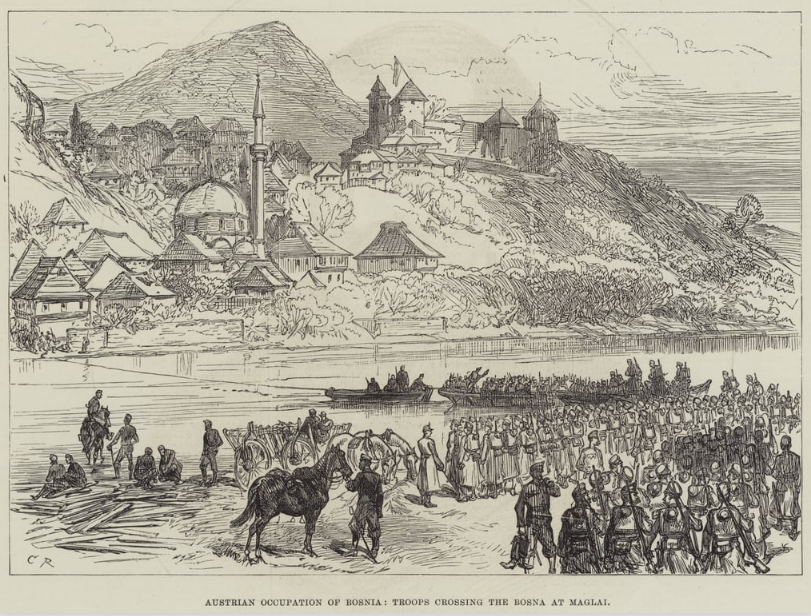
Rakousko-uherská pěchota překračuje Bosnu u Maglaje (The Illustrated London News, 1878)

Od 15. století byla oblast Bosny obsazena a islamizována Osmanskou říší, a Češi, podobně jako další křesťanské národy Evropy, se tak v případě přesídlování z českých zemí usazovali v chorvatské Slavonii, Banátu či Bulharsku, tedy oblastí s většinově slovanským obyvatelstvem u tehdejších hranic s Osmanskou říší. Roku 1878 pak bylo na Berlínském kongresu rozhodnuto o záboru Bosny a Hercegoviny Rakouskem-Uherskem a jeho armáda následně zahájila vojenskou kampaň k obsazení země a potlačení odporu muslimských povstalců. Tažení se účastnilo také několik českých a moravských pluků. Z jejich účasti v bitvě u Maglaje v srpnu 1878, kdy byly rakousko-uherské jednotky překvapeny a došlo k nepřehledné bojové vřavě, posléze zlidověl výraz pro zmatek či nepořádek, maglajs.
Po začátku rakousko-uherské okupace země roku 1878 byli Češi jedním z prvních a nejčetnějších přistěhovalců z Rakouska-Uherska, mj. i díky vzájemné národnostní a jazykové vazbě slovanských kořenů. Za účelem modernizace země sem pak vídeňská vláda veřejně zvala a vysílala odborníky a kvalifikované pracovníky k práci v Bosně. Rovněž zde byly zdarma nabídnuty pozemky k hospodaření. Nově příchozí Češi následně výrazně přispěli k hospodářskému, městskému a kulturnímu rozvoji země. Přicházeli sem úředníci, soudci, administrativní pracovníci, řemeslníci všech profesí, bankéři, restauratéři, lékaři, lékárníci, učitelé, geometři či hudebníci. Pomáhali zde mj. zprovozňovat četné průmyslové či důlní provozy, budovat silniční, železniční a telekomunikační infrastrukturu. 

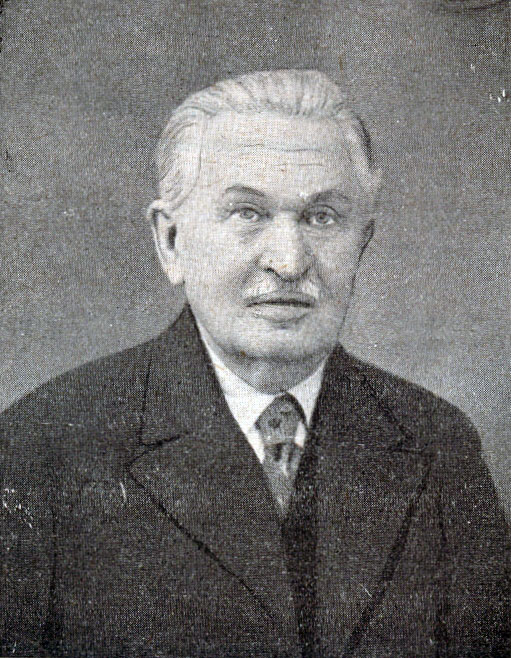
Architekt Karel Pařík

Většina ze zde usazených Čechů nich žila v Sarajevu a taktéž Banja Luce, kde dle statistik z roku 1895 zde byl každý pátý obyvatel byl Čech. Další české komunity byly také v Bosanském Brodě, Derventě, Mostaru, Usoře, Tuzle či Zenici. Zakládány zde ale byly taktéž vlastní venkovské osady: v Mačino Brdo u Prnjavoru, Nova Ves u Srbace, Nova Topola či Vranduk. Zemědělsko-těžařsko-správní česká kolonie vyrostla také v Prijedoru, ve zdejším katolickém kostele byly slouženy mše v češtině. V čase nejintenzivnější migrace se během pouhých dvou let do Bosny a Hercegoviny přistěhovalo více než 7 000 Čechů, převážně katolíků, do druhé světové války tu zde pak žilo asi šest tisíc Čechů.
Výraznou osobou zdejší české přítomnosti byl architekt Karel Pařík, působící v Bosně od roku 1884 až do své smrti v roce 1942. Za svou kariéru zde provedl přes 150 realizací, především v Sarajevu, včetně řady rozsáhlých státních a administrativních budov. Z dalších architektů zde mj. působili Karel Pánek, Josef Pospíšil, František Blažek či Josef Pospíšil. Muzejník František (Franjo) Fiala provedl několik významných archeologických terénních průzkumů, které následně dopomohly k identifikaci neolitické tzv. Butmirské kultury. V Sarajevu pracovali čeští fotografové František Topič, mj. první knihovník a správce knihovny bosenského Národního muzea, či Rudolf Bruner-Dvořák. V Bosně rovněž pobývali mj. spisovatel Josef Holeček či folklorista Ludvík Kuba.

### Po roce 1945
K prudkému poklesu počtu bosenských Čechů došlo po drastických událostech druhé světové války v zemi a následného období po tzv. Rezoluci Informbira v tehdejší Socialistické federativní republice Jugoslávie, které byla Bosna a Hercegovina součástí. Kvůli rozkolu mezi Titovou Jugoslávií a zemí Východního bloku došlo na přelomu 40. a 50. let 20. století k politickému rozkolu, kvůli kterému musela většina Čechů Bosnu proti své vůli opustit, jejich půda byla následně znárodněna a jimi vlastněné podniky byly uzavřeny. Jejich počet v zemi pak klesl na 1 987, řada z nich byla asimilována uzavřením smíšeného česko-bosenského manželství. Blízkost s katolickými Chorvaty rovněž přispěla k chorvatizaci části zdejších Čechů. 
Při sčítání lidu v Jugoslávii v roce 1991 bylo v Bosně a Hercegovině evidováno 639 osob českého původu. Ještě před začátkem války v Bosně se v kostele ve městě Prijedor sloužily mše v češtině, kostel byl však začátkem roku 1992 v rámci válečných událostí zbořen. I po skončení války zůstaly v zemi některé osoby a rodiny českého původu, mj. v Sarajevu, Banja Luce, Prijedoru, Zenici a Prnjavoru, dále v obcích v Mačino Brdo u Prnjavoru a Nova Ves.

### 21. století
Bosenští Češi po celé zemi také zakládali vlastní kulturní a umělecké spolky. Sdružení s názvem Češka beseda nadále funguje v Sarajevu a Banja Luce. Tyto spolky jsou rovněž provázány s českými krajanskými spolky v Chorvatsku. 
Roku 2015 vyšla v nakladatelství Matica hrvatska v Sarajevu kniha s názvem Česi u Sarajevu, věnující se české imigraci a asimilaci v Bosně a Hercegovině a Chorvatsku. 

## Osobnosti
- Alois Studnička (1842–1927), teoretik umění, rytec a pedagog
- Karel Pařík (1857–1942), architekt působící téměř celý život v Sarajevu
- František Topič (1857–1938), muzejník, knihovník a fotograf
- Karel Pánek (1860–19??), architekt, zeť Karla Paříka
- Josef Pospíšil (1868–1918), architekt
- Franjo Fiala (1861–1898), chemik, muzejník a archeolog
- Rudolf Bruner-Dvořák (1864–1921), reportážní fotograf